# Brusník
Brusník (in ungherese Borosznok, in tedesco Brusnig) è un comune della Slovacchia facente parte del distretto di Veľký Krtíš, nella regione di Banská Bystrica.

## Storia
Il villaggio fu menzionato per la prima volta nel 1327 quale feudo dei conti Szécsy. Nel XIX secolo passò alla Signoria di Divín.